# CSS–10
A CSS–10 lengyel egymotoros, kétüléses iskolarepülőgép, amelyet a varsói Repülőgéptanulmányi Központnál (CSS) fejlesztettek ki az 1940-es évek végén. A típusból két prototípus készült a WSK mieleci üzemében. Ez volt a második világháború után készült első lengyel iskolarepülőgép. Korlátozottan műrepülésre is alkalmas volt.

## Története
A Varsói Műszaki Egyetemen 1946-ban létrehozott tervezőiroda, a Repülőgéptanulmányi Központ (CSS – Centralne Studium Samolotów) három repülőgép tervezésére kapott megbízást a lengyel közlekedési minisztériumtól. Ezek közül az egyik egy iskolarepülőgépre szóló megbízás volt, amely később a CSS–10 típusjelzést kapta. (A másik két gép a CSS–11 gyakorló műrepülőgép és a CSS–12 utasszállító repülőgép volt.) A repülőgép tervezése 1946-ban kezdődött el. A két tervező Franciszek Misztal, a CSS alapítója és akkor a Varsói Műszaki Egyetem professzora, valamint Stanisława Lassota mérnök volt. Tekintettel arra, hogy a CSS okęciei üzemében nem lehetett elkészíteni a gépeket, a prototípusokat a WSK mieleci üzemében (napjainkban PZL Mielec) építették meg.
Az első prototípust 48 kW (65 LE) teljesítményű csehszlovák Walter Mikron III motorral szerelték fel. Ezzel a géppel 1948. szeptember 3-án hajtották végre az első felszállást. Ezután a gépet a varsói Repülési Intézetben (IL) tesztelték, ahol kiderült, hogy az elégtelen motorteljesítmény miatt a géppel nem tudják elérni a tervezett repülési jellemzőket. Gyenge volt a gép emelkedőképessége, túl hosszú volt a felszállási úthossz és nem volt alkalmas vitorlázó vontatására. 
Az első prototípus fejlesztésével párhuzamosan folyt egy zárt pilótakabinnal ellátott módosított változat, a CSS–10B jelzésű repülőgép tervezése. Ez azonban nem jutott túl a tervezési fázison, a mieleci üzemben csak a pilótakabin makettje készült el.
Az első prototípus tesztelése során szerzett negatív tapasztalatok alapján a CSS-ben módosították a repülőgépet, és elkezdték egy javított prototípus építését Mielecben. Ebbe a második, CSS–10C jelzésű prototípusba egy nagyobb teljesítményű, 77 kW-os (105 LE) Walter Minor 4–III típusú motort szereltek. Ezzel a géppel 1949. április 24-én hajtották végre az első felszállást. Ezt követően a második prototípust is tesztelésnek vetették alá a Repülési Intézetben. Az erősebb motornak köszönhetően jelentősen csökkent a kifutási úthossz, megfelelő volt a repülési teljesítménye és műrepülésre is alkalmas lett. A tesztprogram befejezése után, 1952-ben engedélyezték a repülőkiképzésben történő használatát.
A típusból negyven darabos sorozat gyártását tervezték a lengyelországi repülőklubok részére, ez azonban megfelelő motor hiányában nem valósult meg. A géphez a csehszlovák Walter motorokat akarták használni, amelyeket licenc alapján gyártottak volna Lengyelországban. A Walter motorokat gyártó prágai Motorlet vállalattal azonban nem sikerült megállapodni a licencgyártásáról. A sorozatgyártás esélyét tovább csökkentette az is, hogy 1949-ben döntés született a CSS felszámolásáról, amely 1951-ig tartott. A CSS alapjain pedig létrehozták a Közlekedési Eszközök Gyárának 4. sz. üzemét (röviden WSK-4), amely 1956-ban a WSK PZL Warszawa-Okęcie nevet kapta. 
A CSS–10C jelű gépet a varsói Lengyel Repülőklub (ARP) SP-BAK lajstromjellel használta rövid ideig. A két megépített prototípust 1952-ben üzemen kívül helyezték és az okęciei repülőtéren tárolták. 1955-ben a CSS–10A prototípust szétbontották. Ezzel egyidőben a CSS–10C prototípust felújították és a földön kiállították az 1956-os okęciei légiparádén. A gép repülőképessé tételéhez azonban a futóművét is fel kellett volna újítani. Később a repülőklub is megszűnt, így a futómű felújítása is elmaradt. A gépet 1960-ban törölték a lengyel légijármű lajstromból.

## Típusváltozatok
- CSS–10A – az első prototípus Walter Mikron III motorral
- CSS–10B – zárt pilótakabinnal tervezett változat, nem készült el
- CSS–10C – Walter Minor 4–III motorral felszerelt második prototípus

## Műszaki jellemzői
Hagyományos elrendezésű, vegyes építésű, alsószárnyas repülőgép. A szárny fából készült, egyfőtartós szerkezetű. A főtartó előtt réteges lemezzel, a főtartó mögött vászonborítással rendelkezik. A szárny trapéz alaprajzú, lekerekített szárnyvégekkel. A szár a szárnytőben a kilépőéinél bevágással rendelkezik, ez jobb kilátást biztosít lefelé a hátsó ülésből. A törzs hegesztett acél rácsszerkezet. A törzs borítása elöl a pilótakabinokig dúralumínium, mögötte vászon. A két nyitott pilótakabin egymás mögötti, tandem elrendezésű. A hátsó pilótakabin a jobb kilátás érdekében magasabban helyezkedik el. A második pilótakabin mögött, a törzsborítás alatt egy acélrudakból készült, piramis alakú hegesztett szerkezetet helyeztek el, amely a földön történő felborulás esetén a törzset biztonságos távolságban tartja a talajtól, így növelve a személyzet biztonságát. A vezérsíkok és a kormányfelületek fából készültek és mindegyik vászonborítással rendelkezik. A futómű hagyományos farkfutós, hárompontos elrendezésű. A motor az orr részen helyezkedik el, áramvonalas dural borítás alatt. Az első prototípusba egy csehszlovák gyártmányú, négyhengeres Walter Mikron III léghűtéses benzinmotort, a második prototípusba egy négyhengeres Walter Mikor 4–III léghűtéses benzinmotort építettek. A motor kéttollú, fából készült légcsavart hajt meg. Az üzemanyagtartály 82 l-es. 

## Műszaki adatok (CSS–10C)

### Tömeg- és méretadatok
- Fesztáv: 10,58 m
- Hossz: 7,55 m
- Szárnyfelület: 15,73 m²
- Magasság: 1,91 m
- Üres tömeg: 505 kg
- Legnagyobb felszálló tömeg: 756 kg
- Hasznos terhelés: 251 kg

### Motor
- Motor típusa: Walter Minor 4–III négyhengeres, léghűtéses benzinüzemű motor
- Motorok száma: 1 db
- Maximális teljesítmény: 77 kW (105 LE) 2500 1/perc fordulatszámnál
- Névleges teljesítmény: 59 kW (80 LE) 2350 1/perc fordulatszámnál
- Üzemanyag-fogyasztás: 22 l/h

### Repülési adatok
- Gazdaságos utazósebesség: 152 km/h
- Maximális sebesség: 185 km/h
- Leszálló sebesség: 72 km/h
- Emelkedőképesség: 3,5 m/s
- Szárny felületi terhelése: 48,1 kg/m²
- Maximális utazómagasság: 4900 m
- Hatótávolság: 440 km
- Felszállási úthossz: 130 m